# Торнер, Ольга Валериевна
Ольга Валериевна Торнер (родилась 22 января 1988, Киев, УССР, СССР) — украинская модель, певица, телеведущая, победительница от Австрии на международном конкурсе красоты для замужних женщин Mrs. Universe.

## Биография
Родилась и выросла в Киеве (Украина). Имеет два высших образования. Окончила юридический факультет Национального университета «Киево-Могилянская академия», а также факультет психологии Национальной академии внутренних дел Украины.
Работала в модельном бизнесе. Была участницей поп-группы «PODIUM».
Работала телеведущей на украинском телеканале NewsOne. Сейчас продолжает работать на телеканале Интер.
Представляла Австрию на конкурсе «Миссис Вселенная — 2016». По итогам конкурса Торнер одержала победу, став первой представительницей Австрии завоевавшей титул такого рода.
После победы на конкурсе красоты стала лицом французского бренда косметики Aura Chake.
Является основательницей благотворительного фонда «Благосердие», который оказывает помощь детям-сиротам, детским домам, семьям, столкнувшимся с преждевременными родами, матерям-одиночкам, беременным женщинам, попавшим в тяжелую жизненную ситуацию.
Запустила благотворительный флешмоб «Mrs.Mission». По словам Ольги: «Это некая эстафета добрых дел. Каждый в силах сделать что-то хорошее — помочь пожилому человеку, оплатить его небольшую покупку в супермаркете, спасти бездомного котёнка, пожертвовать деньги на лечение больного ребёнка, передать вещи для детского дома, стать донором крови и т. д. Затем фотоотчет нужно выложить в социальную сеть, используя хэштег #mrsmission #миссисмиссия и передать эстафету добрых дел нескольким другим людям. Если кто-то хочет помочь и не знает где найти нуждающегося, можно написать мне в Фейсбук и я подскажу, так как несколько лет я являюсь Президентом благотворительного фонда и к нам часто обращаются с подобными просьбами. Мою идею также поддержали миссис других стран. Я очень надеюсь что таким современным методом у нас вместе получится приумножить добро!».

## Личная жизнь
Супруг — Дмитрий Торнер, соратник олигарха Дмитрия Фирташа. Ольга Торнер вместе с мужем проживает в Австрии. У пары трое детей.